# Howard Cosell
Howard William Cosell (25 de marzo de 1918-23 de abril de 1995) fue un escritor, periodista deportivo y actor de cine y televisión estadounidense. Fue conocido por su rol de comentarista de deportes y por sus apariciones en Saturday Night Live with Howard Cosell, Bananas, Fol-de-Rol, y en Sleeper. 

## Biografía
Cosell nació el 25 de marzo de 1918 en Winston-Salem, Carolina del Norte. Estudió en la Universidad de Nueva York. Estuvo casado con Mary Edith Abrams desde 1944 hasta su muerte en 1990. Cosell y Abrams tuvieron dos hijos. Es conocido como el hombre que anunció la muerte de John Lennon el 8 de diciembre de 1980. Murió el 23 de abril de 1995 en la ciudad de Nueva York, a causa de un fallo cardíaco, a los 77 años de edad.